# دائرة شميسية
الدائرة الشُمَيْسِيّة هي نوع من الهالات، وهي ظاهرة بصرية تظهر كخط أبيض أفقي على نفس ارتفاع الشمس، أو أحياناً القمر. إذا اكتملت، فإنها تمتد في جميع أنحاء السماء، ولكن الأكثر شيوعاً أنها تظهر فقط في أقسام من السماء. إذا حدثت الهالة بسبب ضوء القمر بدلاً من الشمس، فإنها تُعرف باسم الدائرة القُمَيْرِيّة.